# 南九州大学
南九州大学（みなみきゅうしゅうだいがく、英語: MINAMI KYUSHU UNIVERSITY）は、宮崎県宮崎市に本部を置く私立大学。1967年大学設置。大学の略称は南九大（なんきゅうだい）。
高鍋町が大学創設の地である。

## 概要
宮崎県内最古の私立大学として、宮崎キャンパスに健康栄養学部、都城キャンパスに環境園芸学部、人間発達学部を置き、食・緑・人をテーマに研究・教育活動が行われている。高鍋キャンパスは2017年高鍋町に売却された。
伝統的に、環境園芸学部からは中学・高校（理科・農業）教員、健康栄養学部からは管理栄養士や栄養教諭、人間発達学部からは小学校教諭、特別支援学校教諭、幼稚園教諭、保育士が数多く輩出されている。

## 沿革
- 1962年（昭和37年）

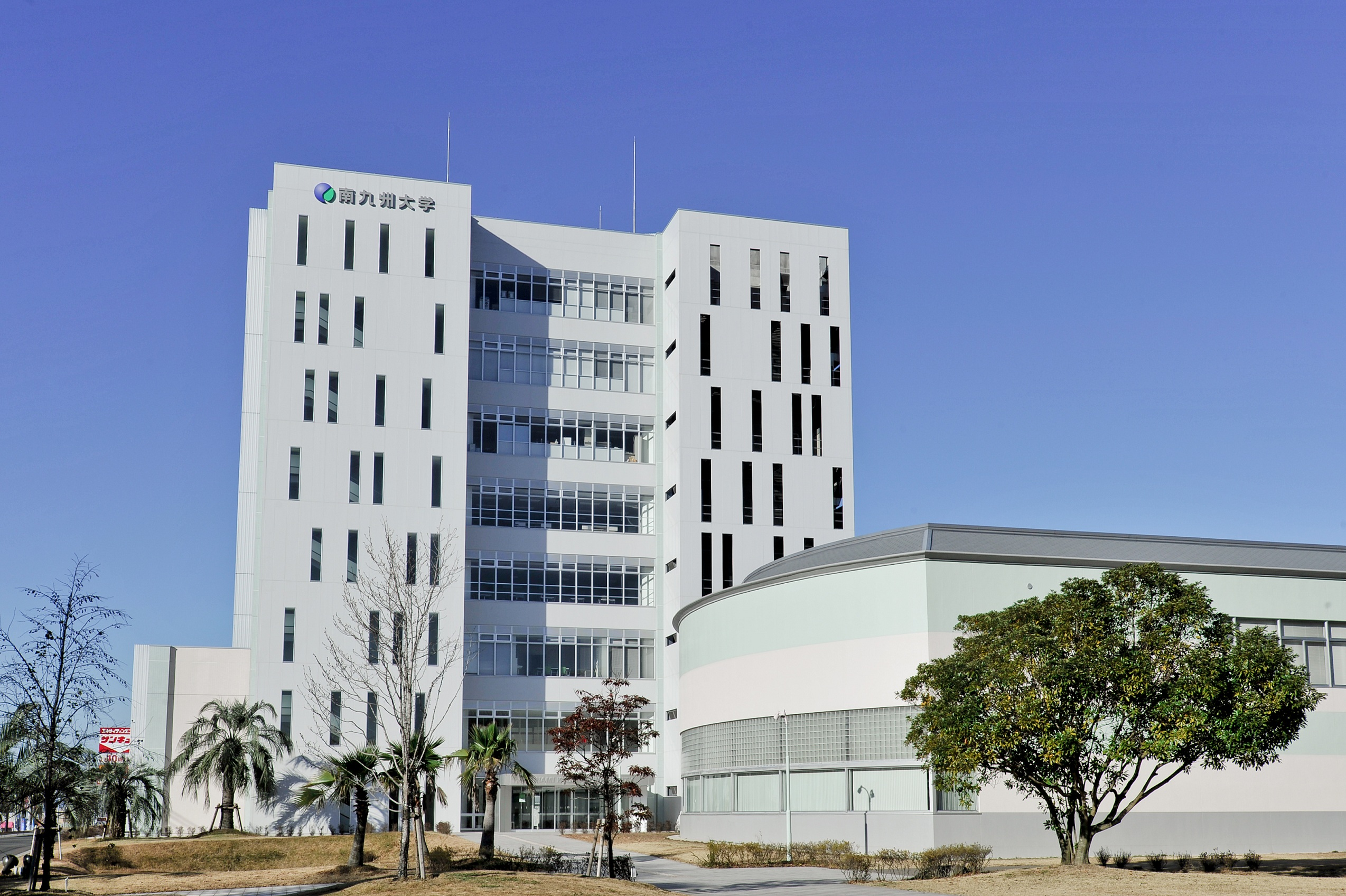
都城キャンパス　本館

  - 2月8日 - 学校法人宮崎高等学校および宮﨑高等学校設置認可
  - 4月1日 - 宮崎高等学校開校
- 1965年（昭和40年）
  - 1月25日 - 学校法人南九州学園に改称
  - 日付不明 - 南九州短期大学（英語科）設置認可
- 1967年（昭和42年）
  - 2月7日 - 南九州大学園芸学部園芸学科、造園学科設置認可
  - 日付不明 - 高鍋町（北緯32度06分48.3秒 東経131度31分29.6秒 / 北緯32.113417度 東経131.524889度）に園芸学部園芸学科、造園学科の1学部2学科で開学[3]
- 1974年（昭和49年）4月1日 - 宮崎高等学校生徒募集停止
- 1976年（昭和51年）
  - 3月19日 - 南九州大学園芸学部に農業経済学科増設認可
  - 日付不明 - 農業経済学科増設[3]
- 1985年（昭和60年）12月25日 - 園芸学部に食品工学科増設認可
- 1986年（昭和61年）日付不明 - 食品工学科増設[3]
- 1992年（平成4年）2月3日 - 宮崎高等学校廃止認可
- 1998年（平成10年）12月22日 - 南九州大学大学院園芸学・食品科学研究科設置認可
- 1999年（平成11年）日付不明 - 南九州大学大学院園芸学・食品科学研究科開設[3]
- 2001年（平成13年）8月1日 - 南九州大学環境造園学部造園学科、地域環境学科設置認可。
- 2002年（平成14年）
  - 4月1日 - 南九州大学園芸学部造園学科および農業経済学科の学生募集停止。環境造園学部（造園学科、地域環境学科）開設
  - 12月19日 - 南九州大学健康栄養学部管理栄養学科、食品健康学科設置認可
- 2003年（平成15年）4月1日 - 宮崎市霧島町に[3]南九州大学宮崎キャンパスを開設し、健康栄養学部管理栄養学科、食品健康学科を開設。南九州短期大学を田吉キャンパスから宮崎キャンパスに移設。南九州大学園芸学部食品工学科の学生募集停止
- 2006年（平成18年）12月7日 - 南九州大学園芸学部食品工学科廃止を届出
- 2008年（平成20年）5月30日 - 南九州大学環境園芸学部環境園芸学科設置を届出
- 2009年（平成21年）
  - 4月1日 - 南九州大学都城キャンパスを開設、環境園芸学部環境園芸学科を設置。南九州大学園芸学部および環境造園学部（両学部とも高鍋キャンパス）の学生募集停止
  - 10月30日 - 南九州大学人間発達学部子ども教育学科設置認可
- 2010年（平成22年）日付不明 - 人間発達学部子ども教育学科開設
- 2011年（平成23年）6月28日 - 南九州大学健康栄養学部食品健康学科を食品開発科学科に名称変更の届出
- 2012年（平成24年）4月1日 - 南九州大学健康栄養学部食品健康学科を食品開発科学科に名称変更
- 2013年（平成25年）日付不明 - 人間発達学部子ども教育学科特別支援学校教員養成課程の認可
- 2017年（平成29年）9月 - 高鍋キャンパスを高鍋町に売却[1]。跡地はキヤノンの新工場に[4][5]。

## 学部・学科
- 環境園芸学部
  - 環境園芸学科
    - 園芸学分野
      - 園芸生産環境専攻
      - 植物バイオ･育種専攻

    - 造園学分野
      - 造園緑地専攻
      - 花･ガーデニング専攻

    - 自然環境分野
      - 自然環境専攻
- 健康栄養学部
  - 管理栄養学科
  - 食品開発科学科
- 人間発達学部
  - 子ども教育学科

## 大学院
- 園芸学・食品科学研究科
  - 園芸学専攻（修士課程）
    - 園芸生産科学分野
    - 園芸資源科学分野
    - 環境保全分野
    - 造園学分野

  - 食品科学専攻（修士課程）
    - 食品微生物分野
    - 食品化学分野
    - 食品生化学分野

## 付属施設
- 環境園芸学部附属フィールドセンター（都城）
- 子どもの学び研究所（都城）
- 子育て支援センター（都城）
- 環境教育センター（都城）
- 図書館
  - 南九州大学・南九州短期大学図書館（宮崎）
  - 南九州大学都城図書館（都城）

## 併設校
- 南九州大学短期大学部
  - 国際教養学科
    - 英語コミュニケーションコース
    - 留学コース
    - ビジネス・キャリアコース
    - オフィス情報コース
    - ホテル・観光コース
    - 医療事務・医療秘書コース
    - スポーツ健康コース

  - 専攻科（国際教養専攻）

## ロケ地として使用したドラマ
- 朝の連続テレビ小説「わかば」 - 2004年NHK：高鍋キャンパス

## キャンパスグッズ・名物
- 「キャンパス銘菓　若紫」

宮崎キャンパス健康栄養学部食品開発科学科（旧:食品健康学科）と延岡市菓子メーカー㈱虎屋との共同開発。
福祉施設で栽培された甘藷（かんしょ）の「宮崎紅」を主原料、紫甘藷「アヤムラサキ」を副原料に使用したソフトクッキーである。
　　　※ 甘藷（かんしょ）とは、サツマイモの別名
- 「南九酒」

宮崎キャンパス健康栄養学部食品開発科学科の「醸造実習」で開発した焼酎。他にも「南九ワイン」や「南九へべす酒」「南九梅酒」等を開発している。
- 「食育教材　食育カルタ」

宮崎キャンパス健康栄養学部管理栄養学科の2008年度卒業生7名が作成した。
食をテーマにした読み札と、色鉛筆やサインペンで描かれたはがき大の絵札がセットになっている。
• 「南九大産バナナ」
　 ベトナム在来系のバナナ苗を導入し、宮崎県とともに試験研究を行ってきた。その後、令和元年12月に開花し、令和2年6月に初めて収穫。
今後は、宮崎県の熱帯果樹マンゴー・ライチに続く有望果樹になることが期待されている。

## 大学関係者一覧

### 出身者
- 都倉達殊 - 兵庫県高砂市長
- 儀武剛 - 沖縄県金武町長
- 河合嗣生 - 造園家
- 平岡直樹 - 造園学者
- 森山雅幸 - 宮城大学教授・副学長を歴任し、宮城大学名誉教授

## 対外関係

### 他大学との協定

#### 国内大学
- 放送大学[6]